# Moraria brevipes
Moraria brevipes är en kräftdjursart som först beskrevs av Georg Ossian Sars 1863.  Moraria brevipes ingår i släktet Moraria och familjen Canthocamptidae. Inga underarter finns listade i Catalogue of Life.